# Люди, пов'язані з Бучачем

## Відомі люди

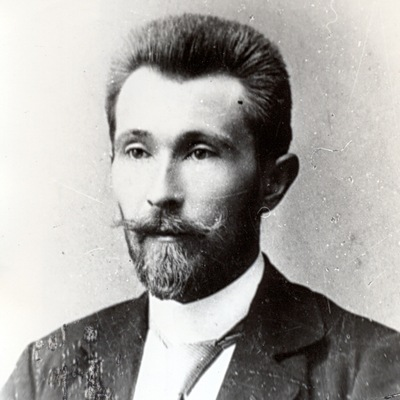
Володимир Гнатюк

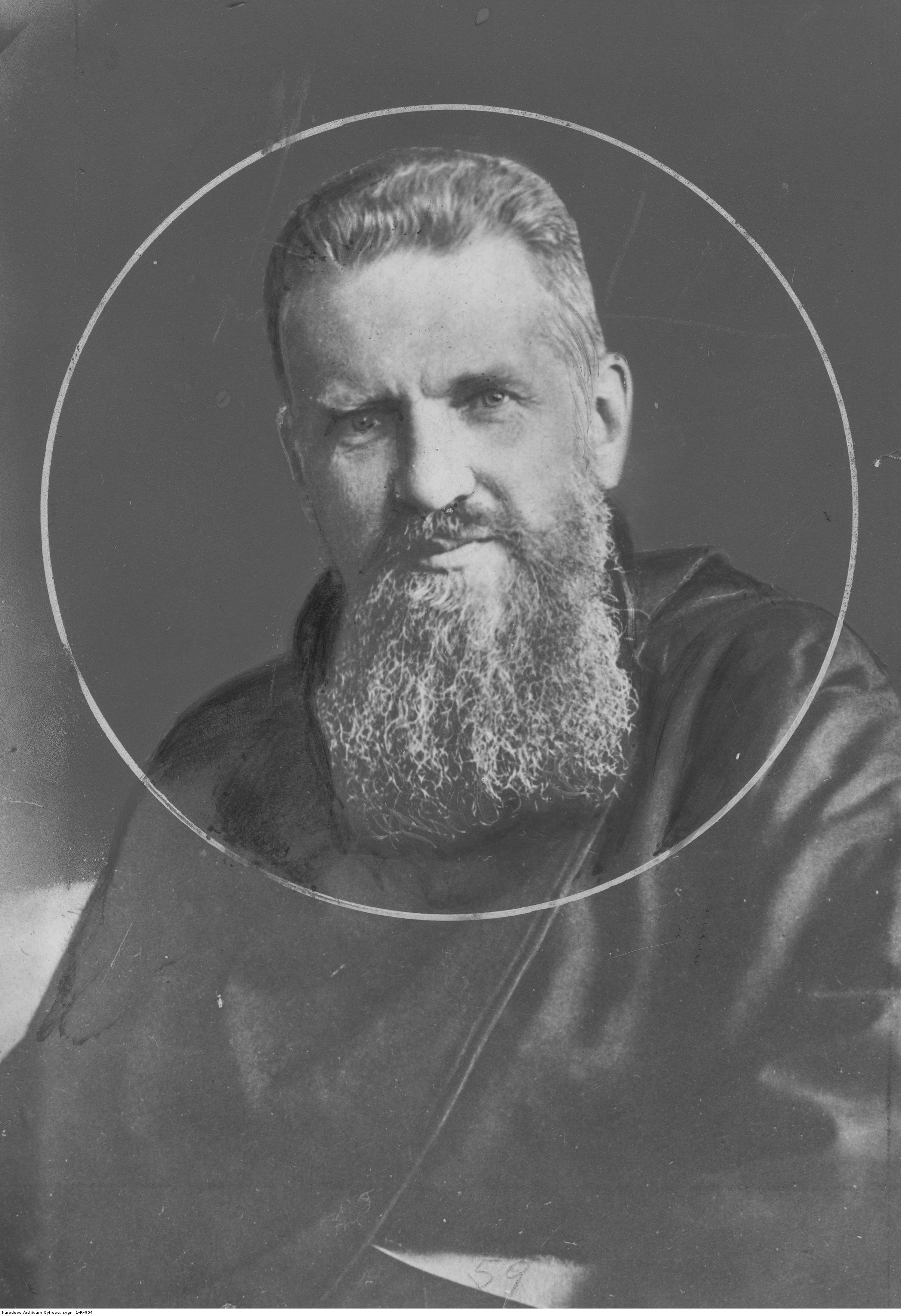
Андрей Шептицький

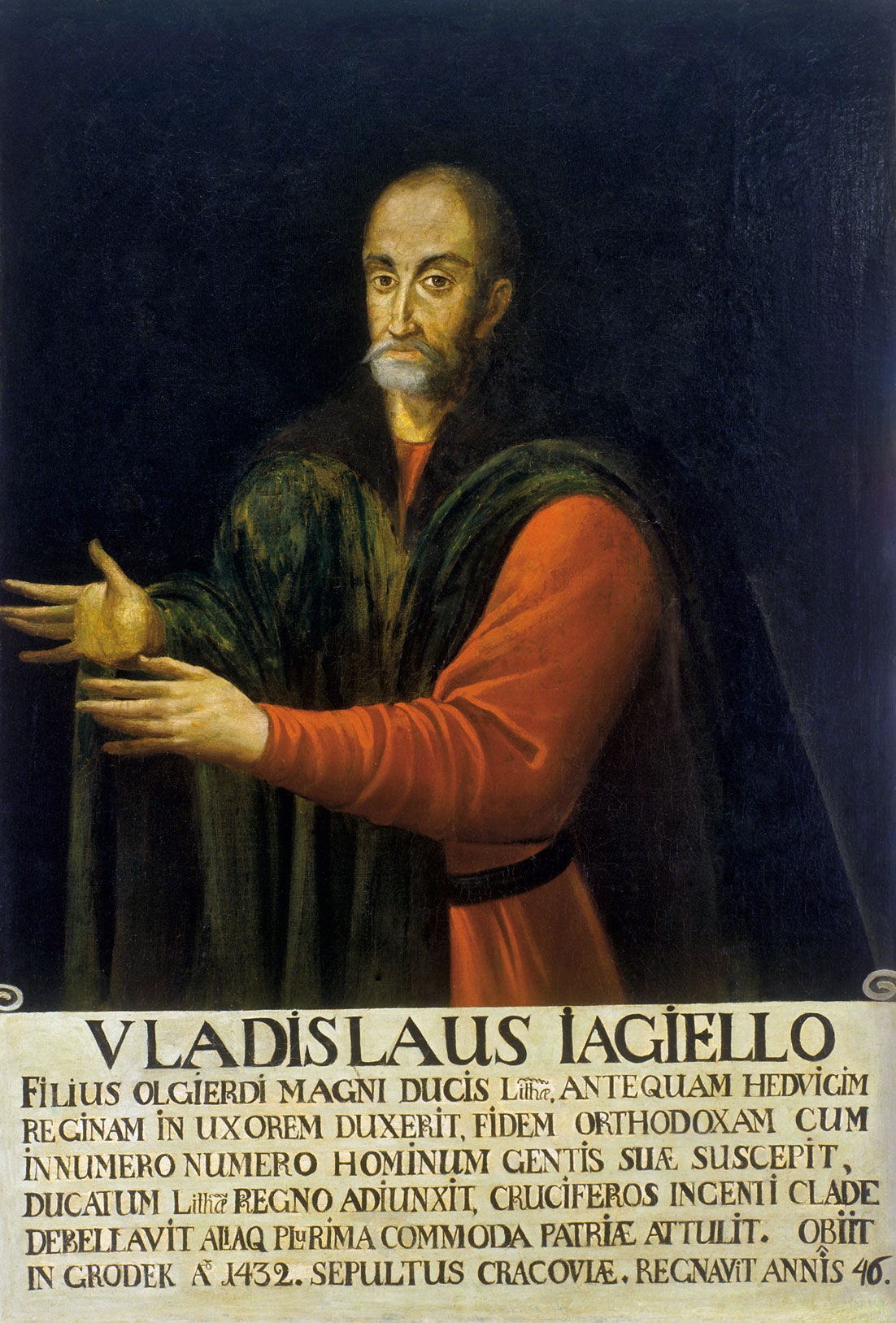
Король Владислав II Ягайло

- король Польщі Владислав II Ягайло — надав маґдебурзьке право Бучачу.
- король Польщі Сигізмунд I Старий — повторно надав маґдебурзьке право місту.
- Пилип Орлик — гетьман України, автор Конституції, нащадок доньки Яна Творовського Беати[1]

### Почесні громадяни Бучача
- Михайло Цимбалюк[2]
- доктор Едвард Кшижановський — директор повітового шпиталю, почесний громадянин Язловця, віце-маршалок Бучацької повітової ради.
- Октав Петруський — польський діяч-автономіст.
- Анджей Казімеж Потоцький — намісник Галичини.
- Еміль Шутт — депутат Бучацької повітової ради, почесний громадянин Яворова (похований на міському кладовищі «Федір»).

### Народилися

#### Українці
- Байрак Любослав-Антін —український геолог в США.
- Барановський Євген — ветеринарний лікар у діаспорі.
- Бевз Микола — український вчений, архітектор.
- Біль Ярослав — український художник, педагог.
- Бобик Іван, син Григорія[3] — член Управ Українського Міщанського братства, філій товариств «Просвіта», «Сокіл», кооперативи «Поступ», староста у час гітлерівської окупації, з 1949 року в США (Геркімер, Нью-Йорк).[4][5][6][7]
- Боцюрків Богдан-Ростислав — український історик, політолог, громадський діяч.
- Бугров Володимир — проректор з науково-педагогічної роботи.[8]
- Бурміцька Людмила — українська співачка, педагог. Заслужена діячка мистецтв України.[9]
- Воронка Роман — математик, громадський діяч, співзасновник Фонду Допомоги Дітям Чорнобиля і Фонду Руху.
- отець Галущинський Теодозій — церковний діяч і богослов.
- Гірняк Мирослав — Заслужений лікар України.
- Голютяк Михайло — український живописець і майстер писанкарства.
- Віктор Гребеньовський — український музикант, звукорежисер, фотограф, телеоператор.
- д-р Гузар Михайло — вояк УГА, адвокат.
- Данилів Теодор — український адвокат, журналіст, громадський діяч (один з очільників філій українських товариств, секретар філій низки українських громадських організацій у 1931—1933, 1938—1939 роках у місті).
- Дольницький Олег — український радянський вчений, ортопед-травматолог, мікрохірург, доктор медичних наук, професор, лауреат Державної премії України в галузі науки і техніки; педагог, засновник київської школи дитячих мікрохірургів.
- Домбчевська Ірена — українська журналістка, публіцистка, громадська діячка, фундаторка «Просвіти» у Галичині, керівник шпиталю Українських січових стрільців, організатор курсів підготовки медсестер для Української Галицької армії, прес-секретар Нью-Йоркського відділення Союзу українок Америки.[10]
- Дурда Богдана — українська художниця, літераторка, поетеса, автор-виконавиця пісень
- єпископ Даниїл (Зелінський), у миру Володимир Зелінський — єпископ Української православної церкви в США.[11]
- о. Казновський Антоній — блаженний мученик, священик УГКЦ, репресований.[12][13][14][15]
- Карюк Іван — легкоатлет (штовхання ядра), неодноразовий переможець Всеукраїнських змагань серед школярів, юнаків, юніорів (зокрема, Всеукраїнських змагань у Кіровограді з результатом 18,32 м.[16][17][18])
- Кміть Микола — підриємець, голова Львівської облдержадміністрації (2008—2010).
- Когут Осип — доктор права, адвокат, громадсько-політичний діяч, посол сейму Польщі в 1928—1930 р.[19]
- Косарчин Ярослав — «Байрак» — сотник УПА, командир ТВ-23 «Магура», крайовий провідник ОУН «Карпати» (1949—1951).
- Крижанівський Ярослав — український лікар-хірург, педагог.
- Крупа Петро Іванович — український архітектор.[20]
- Кубійович Дарія з Сіяків — бібліотекар НТШ, дружина Володимира Кубійовича.
- Лучка Михайло — вчений, підприємець, громадський діяч.[21]
- Магерович Сергій — український футболіст.[22]
- Мадараш Оксана — українська диригентка вищої категорії, диригент-постановник і хормейстер-постановник Київського театру оперети. Заслужена артистка України.
- Мар'яна Максим'як — поетка,[23] письменниця.[24]
- Назарук Осип — діяч ЗУНР, автор роману «Роксоляна».
- О́ршак Микола — український футболіст.[25]
- Островерха Михайло — український письменник, літературний критик і журналіст.
- д-р Падох Ярослав — український вчений-правознавець, Голова НТШ в Америці (1977—1990 рр.), Президент Світової ради НТШ у 1982—1992 роках[26]
- Пилатюк Ігор — народний артист України, ректор Львівської національної музичної академії ім. М. В. Лисенка (від 1999 р.).
- Приведа Олександра — знана мисткинє.[27][28]
- Свістель (Свистіль) Франц — український громадський і просвітній діяч адвокат та діяч УНДО.
- Слєпцов Андрій — гітарист гуртів «Інший», «Гайдамаки».[29]
- Стравняк Анатолій — український вчений у галузі фізики твердого тіла, нелінійної оптики та квантової електроніки.
- Стребков Іван — український спортовець-легкоатлет, чемпіон України.
- Турчан Іван (Джон) — український хімік-спектроскопіст, громадський діяч у США.
- Футуйма Юрій — лікар, співак.
- Чень Леся — кандидат архітектури, доцент «Львівської Політехніки».[30]
- Чорнобривий Роман — районовий провідник ОУН.
- Шподарунок Роман — футболіст, тренер.

#### Поляки
- Адамський Ян Францішек — польський актор театру, кіно і телебачення, письменник.
- Длуський Остап (А. Лянґер) — діяч юдейського походження польського і міжнародного робітничого руху, публіцист.
- Зих Владислав — польський палеонтолог, в'язень Аушвіцу.
- Колпакевіч Міхал (1781—1829, Крем'янець) — польський філолог, літератор.[31]
- кс. Кутровський Францішек — вікарій і катехит в Лопатині.[32] пробощ і декан Олавський[33][34]
- Островський Марцін — комендант відділку «паньствової» поліції у місті, батько «жінки-динаміту» польського року Kory.
- Памула Леопольд — польський пілот.[35]
- Чепіта Міхал Віктор — польський живописець.

### Німці (австрійці)
- Адольф Інлендер — громадський та політичний діяч, журналіст, аптекар у Галичині. Разом з Іваном Франком та Михайлом Павликом засуджений на процесі соціалістів.[36]

#### Юдеї
- Аґнон (Чачкес) Шмуель Йосеф — письменник, лауреат Нобелівської премії з літератури.
- Ашкенази Тобіяш — правник.
- Еппльмен-Журман Алісія — американська письменниця.
- Кнебель Йосиф — російський видавець.
- Мюллер Давид Генрих (Цві) — австро-угорський вчений-семітолог, професор, державний радник, дослідник стародавніх семітських мов і польовий дослідник неписьменної мови острова Сокотра, барон.
- Нахт Максиміліан, більше відомий за псевдом Макс Номад — анархіст.
- Рінґельблюм Емануель — історик.
- Рознер Міна — канадська мемуаристка.
- Фройд Шломо — дід вченого Зиґмунда Фройда.

### Навчались

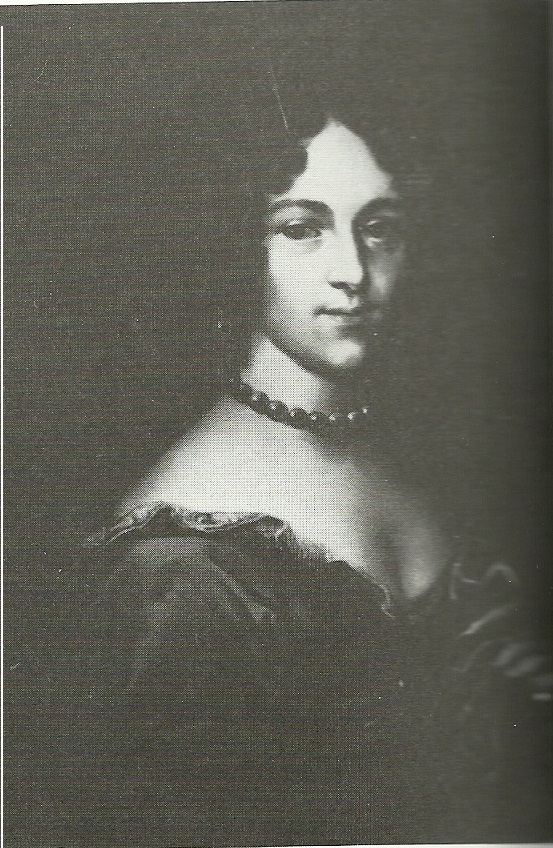
Марія Амалія Могилянка

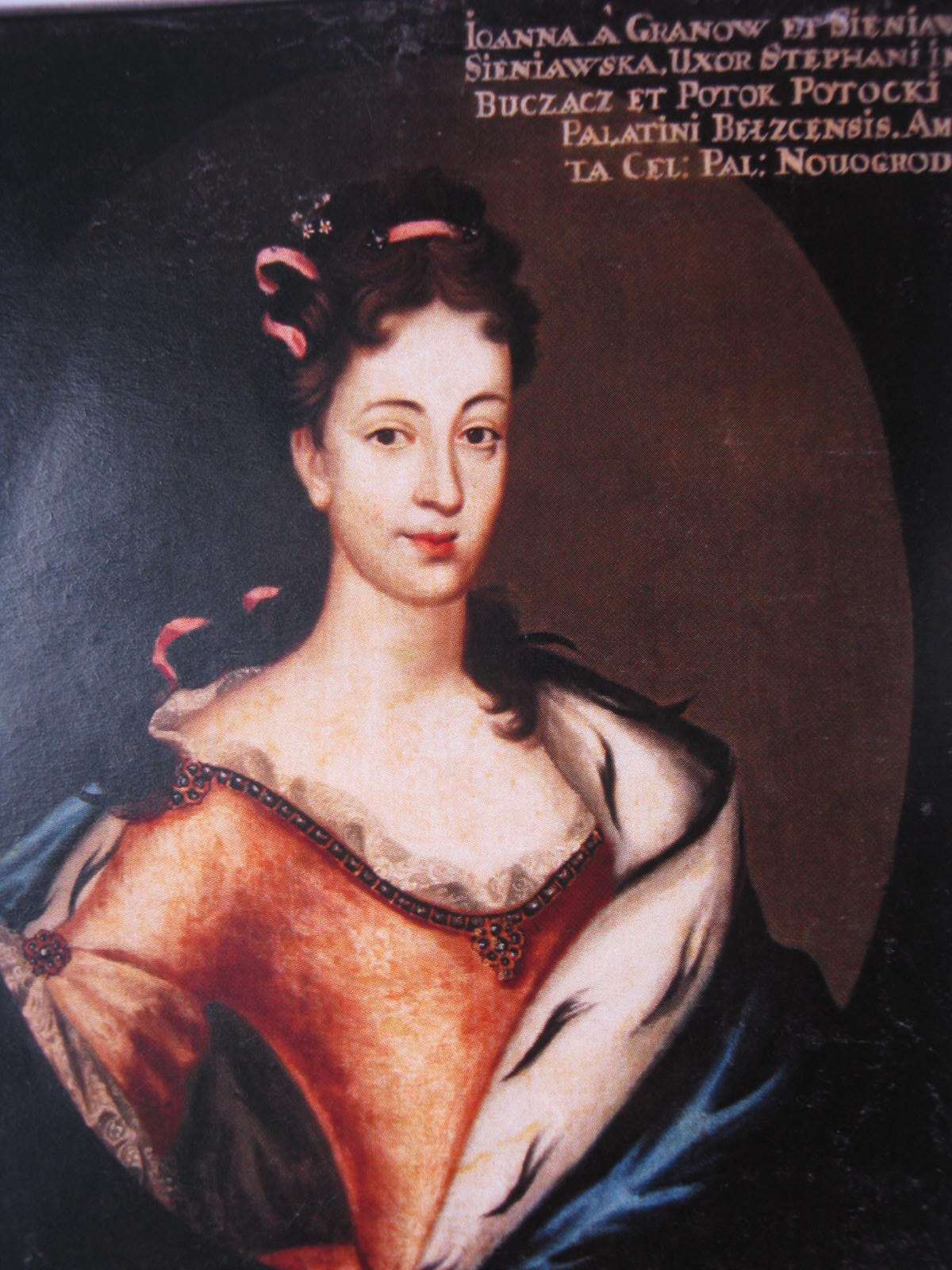
Дружина — Йоанна Потоцька з Сенявських

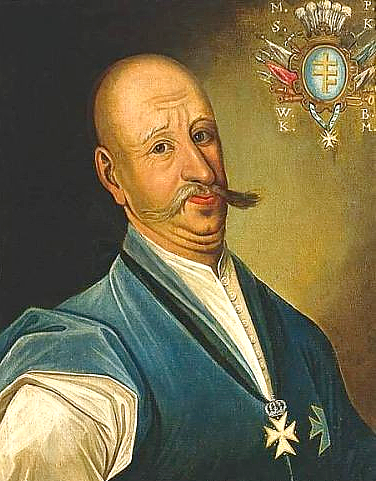
Микола Василь Потоцький

- Григорій (Балагурак)), ЧСВВ — підпільний єпископ Української греко-католицької церкви, єпископ-помічник Станиславівської єпархії.
- Бедзик Дмитро — у ремісничо-будівельній школі при монастирі у 1913–1914 рр.[37]
- Борисикевич Михайло — доктор медицини, навчався у школі.[38]
- Гнатюк Володимир  — український етнограф, навчався в гімназії.[39]
- отець-доктор Горбачевський Іван — священик УГКЦ, доктор теології, релігійний діяч.[40]
- о. Залуцький Іван — теребовлянський декан УГКЦ, діяч «Просвіти».[41]
- Кізюк Корнило — командант Технічної сотні УГА, діяч УВО.[42]
- Логуш Омелян — діяч ОУН.
- отець Павло (Пушкарський), ЧСВВ — ігумен Краснопущанського монастиря, репресований, у Бучачі став василіянином.[43]
- Моравський Северин Титус — львівський латинський арцибіскуп.[44]
- Опольський Антоні — польський вчений-фізик.[45]

### Проживали
- Бек Марія — державна, політична й громадська діячка (США). Перша українка — жінка-адвокат та жінка-журналіст, перша жінка — радна та мер у Детройті. Доктор права.[46]
- Вільгельм Габсбург-Василь Вишиваний — австрійський архікнязь (ерцгерцог) династії Габсбургів, полковник Легіону Українських Січових Стрільців та УГА; у монастирі оо. Василіян з кінця листопада 1918 до 6 травня 1919.[47]
- Іванчук Василь — український шахіст, міжнародний гросмейстер (у дитинстві).[48]
- Кобилянський Юліян — батько письменниці Кобилянської Ольги.[49]
- Курилович Михайло (пол. Kuryłowicz Michał, 1858—1919) — військовик, генерал армії Австро-Угорщини.[50][51]
- Луцький Остап — український військовик, громадський, кооперативний діяч, ад'ютант Василя Вишиваного.[52]
- Міхал (Міхаель) Авданець — фундатор першого кам'яного храму міста.
- Потоцька Марія Амалія з Могил — дідичка міста, опікунка, фундаторка бучацьких храмів, монастирів.
- Потоцький Стефан Александер — дідич міста, засновник Бучацького монастиря оо. Василіян.
- Пінзель Йоган-Ґеорґ — відомий представник Львівської школи скульпторів.
- Сіяк Іван — забезпечував евакуацію уряду ЗУНР зі Станіславова до Бучача.[53]
- Маньковський Пйотр — ординарій Кам'янець-подільської дієцезії РКЦ біскуп, заснував в місті Малу духовну семінарію.[54].
- Мечислав Ґембарович — польський (львівський) мистецтвознавець, багаторічний керівник найбільшої книгозбірні Львова.[55]
- Абрам Давид бен Ашер Аншел Варман — рабин Бучача, талмудист.
- доктор Луїс Лонер — дід співака Джо Дассена по матері[56]
- Ізраель Ельфенбайн — рабин, юдейський освітній діяч сіоністів Америки[57][58]
- Джованні Батіста Феррарі — архітектор італійського походження.

### Проживають
- Голіней Павло — вояк-доброволець АТО.[59]
- Синенька Ореста (з дому Гринкевич) — діячка ОУН.

### Перебували
- Андрей Шептицький, ЧСВВ — предстоятель Української Греко-Католицької Церкви,[60] у 1900 році.[61]
- Мстислав (Скрипник) — Патріарх, предстоятель Української Автокефальної Православної церкви, 7 листопада 1990[62]
- Іларіон (Огієнко) — Митрополит УАПЦ[63]
- Бандера Степан — онук Провідника Степана Бандери[63]
- Слава Стецько[64]
- Грушевський Михайло
- Андрухович Софія — українська письменниця.[65][66]
- Альфред Бізанц — австрійський та український військовий діяч, підполковник УГА та Армії УНР, очільник Військової Управи «Галичина».[67]
- Будзиновський В'ячеслав — галицький український політик, публіцист, історик і популяризатор; один із засновників Української Радикальної Партії, потім — УНДП. Посол Рахйсрату від Бучача.
- Возницький Борис — Герой України, директор Львівської національної галереї мистецтв.
- Вольф Арнольд — генерал-четар УГА.[67]
- Гакет Бальтазар — німецький вчений-природознавець, професор Львівського університету.[68]
- Головін Микола — генерал російської армії, генерал-поручник Армії УНР. Начальник штабу 7-ї армії.[69][70]
- Готфрід Гофман — архітектор пізнього бароко, за походженням із Вроцлава, автор проекту Бучацького монастиря.
- Блаженніший Любомир кардинал Гузар — предстоятель Української Греко-Католицької Церкви.[71]
- Володимир Єшкілєв — український прозаїк, поет, есеїст.
- Зацний Лев — діяч ОУН.
- Кириленко В'ячеслав — віце-прем'єр.[72]
- Михайло Левицький — єпископ, з 8 березня 1816 року — Митрополит Галицький та Архієпископ Львівський — предстоятель Української Греко-Католицької Церкви Кардинал; перебував на похороні дідича Каєтана Потоцького 29 квітня 1814 р.[73]
- Лепкий Богдан — український письменник, громадсько-культурний діяч, художник.[74]
- Любка Андрій  — український поет, перекладач і есеїст, у рамках короткотривалої літературної резиденції «50 кроків, щоб зрозуміти Агнона».[75]
- Мушинка Микола — словацький вчений-україніст русинського походження, знавець, дослідник спадщини Володимира Гнатюка; відвідав 1979 року на запрошення Черемшинського Остапа у 1979 році.[76]
- Меретин Бернард — відомий архітектор пізнього бароко і рококо на землях Західної України.
- Мориквас Надія — українська письменниця, в «АРТ-дворі» мала зустріч з читачами.
- Наливайченко Валентин — голова СБУ; під час підготовки до виборчої кампанії 2012 р.
- Ніцой Лариса — українська письменниця, педагог, громадський діяч.
- Іван Огієнко (митрополит Іларіон) — міністр освіти УНР.[77]
- Сотер (Ортинський), ЧСВВ — перший єпископ Української Греко-Католицької Церкви у США, під час свячення о. Теодозія Галущинського у церкві Бучацького монастиря єпископом Григорієм (Хомишиним) у серпні 1904.[78]
- Петрушевич Евген — президент і Диктатор (верховний військово-політичний зверхник в часі війни) Західноукраїнської Народної Республіки (ЗУНР).
- Нестор (Писик) — єпископ Тернопільський, Кременецький і Бучацький УПЦКП, очолив Архиєрейську літургію з нагоди освячення церкви святого Володимира.[79]
- Покальчук Юрій — український письменник (серпень 1996 Р., консультант документального фільму про Ш. Й. Аґнона.[80])
- Йосиф (Сембратович) — предстоятель УГКЦ, 24—28 вересня 1881 року відвідав Бучацький монастир.[81]
- Роговцева Ада — в гостях у Вікторії Сиванич.[82]
- Степанков (Волощук) Костянтин — український актор, під час зйомки кадрів фільму «Дума про Ковпака» у місті.[83]
- Цегельський Лонгин — заступник, потім — посол від міста до райхсрату Австро-Угорщини.
- Чайківська Клавдія — діячка ОУН.
- Евгеніуш Базяк — провів канонічну візитацію, зокрема, 8 вересня 1936 відвідав державну гімназію.[84]
- Ян Островський — директор музею і закладу культури Королівський замок на Вавелі.
- Ян III Собеський — король Речі Посполитої.
- Цєлецький Артур гербу Заремба — посол до Галицького Сейму від Бучача, довголітній член повітової ради в Бучачі, у січні 1881—1883 роках її віце-президент, член виділу повітової ради в Бучачі.
- Пініський Леон — намісник Галичини, під час урочистого відкриття гімназії.
- доктор Анзельм Мозлєр — доктор права, філософії, адвокат.[85][86]
- доктор інженерії Владислав Шкляж (1922/3-10.10.2013, Вроцлав) — бурмістр, почесний громадянин Вйонзува, редактор щоквартальника «Głos Buczaczan».[87][88][89]
- Васильєв Михаїл — Герой Радянського Союзу, брав участь у звільненні від гітлерівців, його ім'ям якийсь час була названа сучасна вулиця Генерала Шухевича.
- Цедзурський Ян — посол Сейму Республіки Польща.[90]

### Концертували
- Білозір Оксана (в складі гурту «Ватра»), під час Дня молоді, 1988
- Олександр Бондаренко — заслужений діяч мистецтв України
- Степан Гіга — український композитор, вокаліст, народний артист України, перша дружина Галина — з Бучача.[91]
- Павло Дворський
- Василь Зінкевич[92]
- Тарас Курчик — під час Дня міста 2005 (11 вер.).[93]
- тріо Маренич[94]
- Іван Мацялко[95]
- Віктор Морозов — у 1992 році[96]
- Віктор Павлик — на Зелені свята 2000 року,[97] у 1990-х (з гуртом «Анна Марія»)
- Оксана Пекун — у 1997,[98] 2016[99]
- Тарас Петриненко — під час виборчого туру Юрія Луценка (2006?)
- Назарій Пилатюк — виступ під час перших Днів Пінзеля
- Іван Попович — у 1991,[100] 2015 роках.
- академічний камерний оркестр «Harmonia Nobile» під керівництвом Заслуженої артистки України Наталії Мандрики
- «Світозари» — під час одного концерту з В. Павліком[97]
- Софія Ротару[94]
- заслужена артистка України Фаті́ма Чергіндзія
- гурт «SummerInc»
- гурт «Шафа Шамана»
- Назарій Яремчук[94]

### Працювали

#### Міські голови
- Теодор Думка — бургомістр Бучача у 1660-х роках.[101]
- Рогозинський Климентій — міський «посадник» кінця Австро-Угорщини, часу ЗУНР.

#### Парохи, сотрудники
- о. Нестайко Денис — багаторічний парох міста.
- о. Мельничук Петро — священик УГКЦ.
- о. Богатюк Ярослав — парох совіцьких часів.
- отець Анатолій Сидоренко (†1994 року) — парох Бучача в радянські часи, настоятель церкви св. Миколая (росіянин за походженням[102]).
- о. Діонізій Бурачинський.[103]

#### Викладачі, вчителі
- Грабович Іларіон — письменник, викладач гімназії.
- о. Анастасій Дідицький, ЧСВВ — ректор Бучацької василіянської гімназії (1782—1785, 1797—1806).
- Софрон (Дмитерко), ЧСВВ — префект чоловічої гімназії при василіянському монастирі, працював з 1943 до закриття закладу.[104]
- о. Добриловський Юліян, ЧСВВ — ігумен Бучацького монастиря, автор церковних та світських пісень, зокрема, «Дай же, Боже, в добрий час».[105]
- Масляк Володимир — поет, гуморист, перекладач, викладач гімназії.[106]
- Нерезій Єроним, ЧСВВ — ігумен Бучацького монастиря.
- о. Йосафат Жан, ЧСВВ — префект Бучацького місійного інституту.[107]
- Ігнатій Сінгалевич, ЧСВВ — педагог, директор Бучацької головної школи.
- Василь Винар — професор гімназії.
- Софія Ілевич — музикант, педагог.
- Станкевич Михайло — український мистецтвознавець, педагог.
- Шимон Старовольський
- Ян Тарчалович — директор школи будівельних ремесел у місті, архітектор.[108]

#### Лікарі
- доктор Остап Воронка — репресований совітами, помер біля Мурманська
- доктор Володимир Гамерський — лікар, сотник УГА, симпатик ОУН[109]

#### Митці
- Йоган Ґеорґ Пінзель — галицький скульптор середини XVIII ст., представник пізнього бароко і рококо; зачинатель Львівської школи скульпторів.
- Франциск Оленський — вважається автором вівтарних скульптур Успенського костелу
- Петранович (Петрахнович) Василь — український митець (іконописець)
- Михайло Філевич — виконав 6 дерев'яних статуй святих у Церкві Воздвиження Чесного Хреста Господнього монастиря Василіян
- Карел Зап — чеський етнограф, перекладач[110]

#### Громадські діячі
- о. Галібей Іван — голова Надзірних (спостережних) рад: Бучацького «Повітового союзу кооператив» (ПСК), Бучацької філії Українського банку (Українбанку)[111]
- доктор Слюзар Роман — голова Виділу Бучацької повітової філії товариства «Просвіта»[112]
- Хархаліс Микола — начальний директор Бучацького «Повітового союзу кооператив» (ПСК)[113]
- Винницький (Вінницький[114]) Сильвестр — керівник Бучацького повітового комітету УНДО, голова[114], скарбник[115], директор Бучацького «Повітового союзу кооператив» (ПСК), голова Бучацьких повітових філій товариств «Сокіл», «Луг»[116], директор Бучацької філії Українського банку (Українбанку)[117]
- Нагірняк Василь — діяч РУРП, делегат Української Національної Ради ЗУНР, представляв Надвірнянський повіт; прислуговував священикам (дяк).
- Старух Тимотей — у 1880—90-рр. жандармом[118]
- Чайковський Владислав Віктор — польський діяч, маршалок Бучацького повіту.

#### Адвокати, правники
- Боцюрків Антін — ц.к. суддя в Товстому, радник, підтримував селянський страйк 1902 року
- доктор Гринів Михайло — власник адвокатської контори[119]
- доктор Маковський Василь — нотаріяльний субститут[120][121]
- доктор Марків Теодор — суддя
- доктор Телішевський Костянтин — правник, громадський діяч[122]
- доктор Анзельм Мозлєр — адвокат, видавець, громадсько-політичний діяч.

#### Археологи
- Олег Гаврилюк — завідувач відділу Тернопільського обласного краєзнавчого музею.
- Леон Козловський — військовик, громадсько-політичний діяч, Прем'єр-міністр Польщі у 1934—1935 роках.
- Кароль Стояновський — польський антрополог, громадський діяч.

#### Військовики
- Тадей Венґерський — командант Бучача, власник Рукомиша, майор військ М. В. Потоцького[123].

### Працюють
- Бабала Василь — громадський діяч, підприємець, меценат реставрації багатьох пам'яток у місті.[124]
- Ґадз Петро — Герой України, підприємець, меценат.
- Козак Микола — український краєзнавець.

### Дідичі
- Миколай Бучацький-Творовський — кальвініст, Староста барський, підкоморій подільський.
- Станіслав Лянцкоронський — подільський воєвода, галицький каштелян, плоскирівський староста.
- Ян Потоцький — син львівського кастеляна, графа Юзефа Потоцького; дружина — Йоанна з Потоцьких, заповіла «Турівський ключ» доньці Маріанні Шимановській[125]
- Каєтан Потоцький
- Павел Потоцький
- Домінік Потоцький (бл.1743—17.1.1803), граф[126][127]
- Марцелій Потоцький (†14.3.1851), син попереднього
- Мацей (Матеуш) Мйончиньський, граф[128] Мьончиньський[129] шваґро дідича — графа Адама Потоцького[128]
- Еміль Потоцький (1837—1912) — син Марцелія, з братами — дідич Бучача, Нагірянки, Підзамочка (Бучацький повіт), Тисмениці, Підпечерів, Буківни (Тлумацький повіт), президент спостережньої ради Банку рільничого у Львові (1895), член Галицької каси ощадності (1887-91)[130][131]
- Артур (1839—1917) — брат Еміля, дружина — Марія з Млодецьких гербу Півкозич, шлюб — 22.8.1891, Відень[132]
- Оскар (1843—1913) — брат Еміля та Артура, член ради Бучацького повіту, офіцер резерву,[133] засновник Бучацької золототкацької мануфактури[134][135]
- Артур Марія Казімеж[136] Потоцький (ХІІ.1893[133]—1974), син Артура та Марії з Млодецьких; у 1921 році одружився з Леонтиною Млодзяновською

### Старости

#### Австрійський період
- Діонізи Тхужевський — почесний громадянин Белза, Галича;[137]
- Юзеф Попкевіч — повітовий суддя та староста
- Еміль Шутт

### Парламентські посли та кандидати
- Юліан Романчук — кандидував в окрузі Бучач—Чортків—Теребовля під час виборів до Райхсрату в березні 1897 року (переміг Корнель Городиський, 272 голоси за проти 169 з 441)[138]
- Шимон Шрайбер — рабін Кракова
- Йозеф Бльох — рабін Бучача
- Максиміліян Трахтенберг — адвокат з Коломиї[139]

### Померли

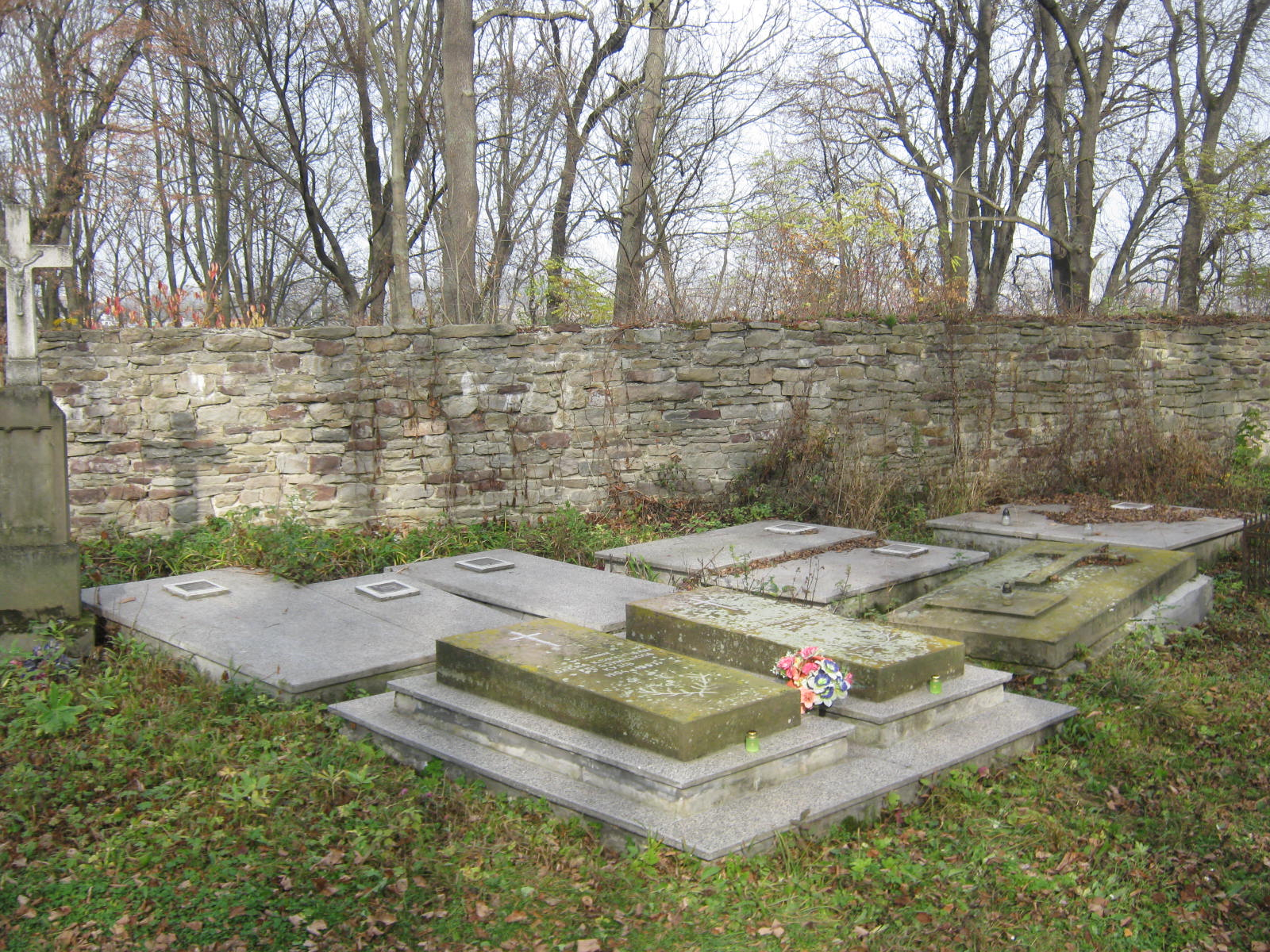
Поховання родини Рогозинських. Цвинтар Федір. Бучач

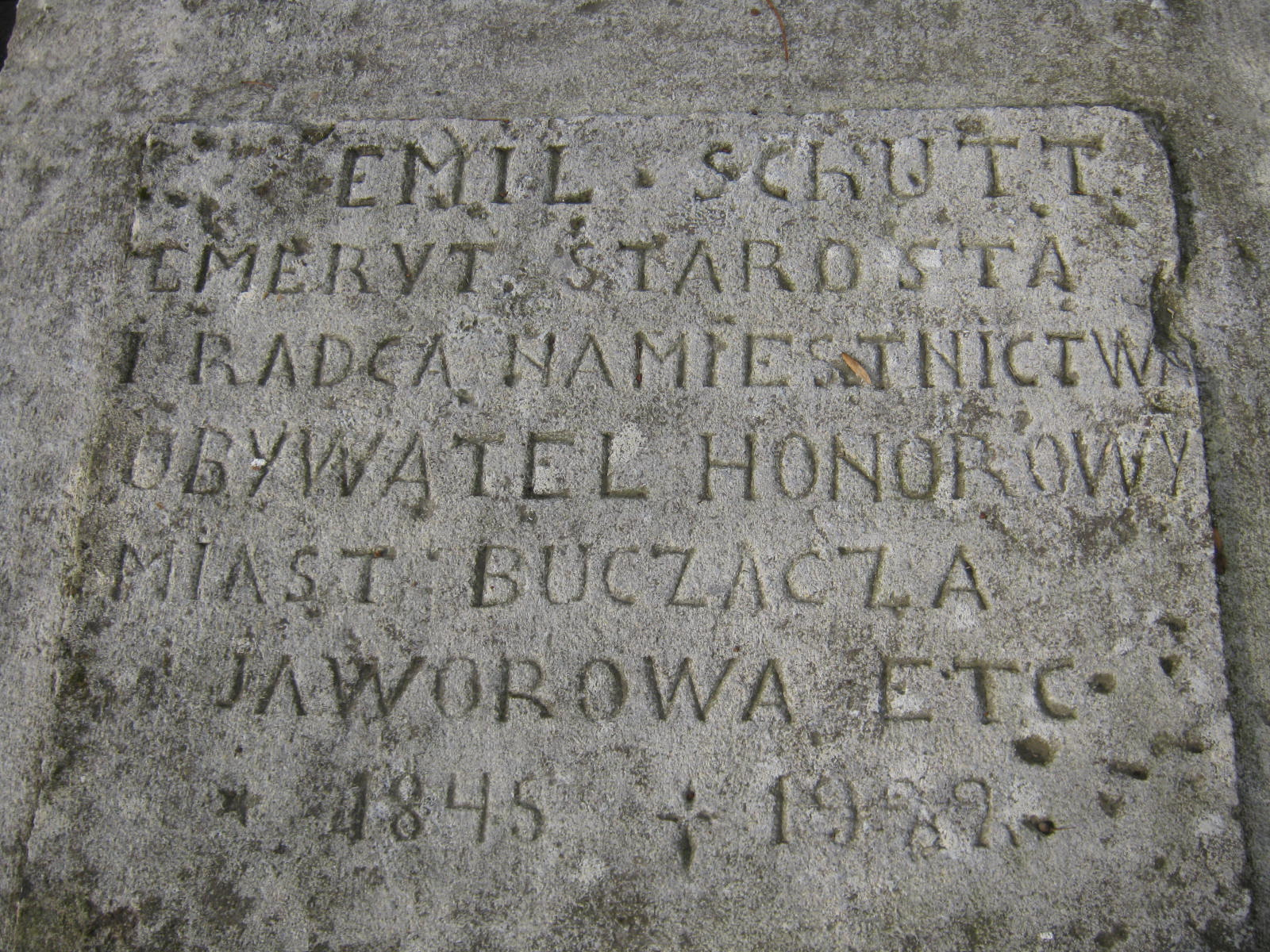
Надпис надгробка Еміля Шутта. Цвинтар «Федір»

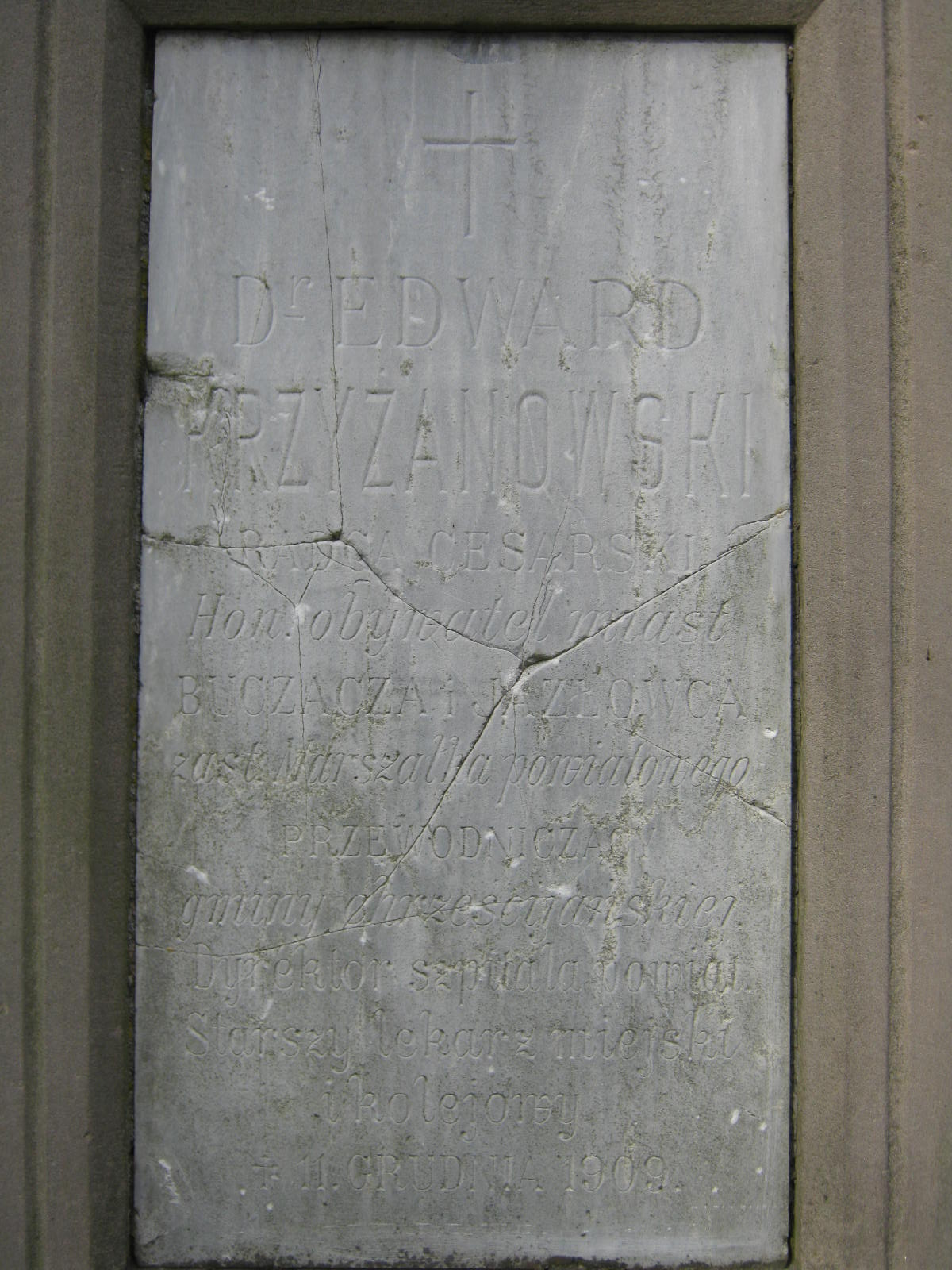
Надпис надгробка доктора Едварда Кшижановського. Цвинтар «Федір»

- Йоган Ґеорґ Пінзель (Іван Георгій Пінзель, майстер Пінзель, пол. Jan Jerzy Pinzel, ~1707 — ~1761) — галицький скульптор середини XVIII ст., представник пізнього бароко і рококо; зачинатель Львівської школи скульпторів.
- о. Модест Гнатевич, ЧСВВ — чернець, дослідник минувщини, автор праці з історії Бучача, яку було надруковано в часописі «Слово» під назвою «Бучач» Венедиктом Площанським у 1864—1865 роках[140]

### Поховані
- княжна Анна Магдалена Радзивіл,[141] дружина Миколая Бучацького-Творовського[142], донька маршалка, великого канцлера литовського Миколи Христофора Радзивілла (Чорного).

#### На цвинтарі «Федір»
- Василь Винар
- Володимир Воронюк
- Софія Ілевич
- Рогозинський Климентій Григорович
- Михайло Станкевич
- д-р Едвард Кшижановський
- Юзеф Попкевіч — повітовий староста, суддя
- Ґільшер Юрій — військовий льотчик Росії, корнет.[143][144]

#### На цвинтарі Бучацького монастиря
- о. Августин Дзюрбан, ЧСВВ
- о. Доротей Шимчій, ЧСВВ

#### Нагірянський цвинтар
- Назарук Тадей — батько Осипа Назарука
- о. Денис Нестайко
- Володимир Ганкевич
- Василь Карабань
- Нагірянський Володимир

Є символічна могила Ярослава Косарчина.

#### У криптах костелів
- Давид Бучацький
- Ян Творовський (Бучацький)
- Ян «Збожний» Творовський (Бучацький)